# Paolo Toffanin
Paolo Toffanin (Padova, 9 marzo 1890 – Padova, 9 novembre 1971) è stato un avvocato italiano.

## Biografia
Figlio di Domenico Toffanin (1861-1920) e di Maria Rodella (1868-1962), era fratello di Giuseppe e di Anna (che sposò il fisiologo antifascista Enoch Peserico).
Legato a Roberto Farinacci, fu amico di Cesare Musatti che di lui scrisse:
Durante l'occupazione nazista Cesare Musatti fu tratto in salvo dal Toffanin che lo aiutò a trasferirsi a Ivrea, ospite dell'amico Adriano Olivetti. Nel 1944 gli fu impedita la difesa di Galeazzo Ciano nel processo di Verona, anche se partecipò al tentativo di Roberto Farinacci di intervenire per convincere la corte marziale a seguire una "linea morbida". La Gestapo lo svegliò all'alba per intimargli l'ordine di non presentarsi e per comunicargli che la difesa di Ciano sarebbe stata assegnata d'ufficio all'Avv. Paolo Tommasini. Per la difesa del suo assistito il Toffanin era riuscito a convincere Roberto Farinacci a testimoniare a rischio della sua stessa vita. La testimonianza di Farinacci era infatti rischiosa in quanto pendeva su di lui un procedimento avanti allo stesso Tribunale speciale.
Anche se non riuscì a salvare Ciano, Farinacci parlò comunque agli otto giudici in aula e al ristorante dell'albergo Colomba di Verona. Sempre nello stesso anno, in aprile a Parma, Toffanin difese Carlo Scorza, ultimo Segretario del Partito Nazionale Fascista, ottenendone la scarcerazione; nel corso del processo fece anche testimoniare Farinacci, e quest'intervento risultò a quanto pare determinante per l'assoluzione (come risulta da una lettera di Toffanin ad Adriana Farinacci). Difese anche l'ammiraglio Luigi Mascherpa di fronte al tribunale speciale, in un clima di forte intimidazione:
(Gianni Rocca)
Nel 1945, dopo la caduta del fascismo, fu incarcerato ma subito liberato anche per i buoni uffici di mons. Carlo Agostini, vescovo di Padova. Una volta liberato, Toffanin si preparò a difendere il Ministro dell'Educazione Nazionale Carlo Alberto Biggini, nascosto nella basilica antoniana di Padova, difesa resa vana dalla morte dello stesso Biggini per un cancro al pancreas, mentre, sotto falso nome, era ricoverato in una clinica milanese.
La storica Maria Bocci, nel suo libro dedicato ad Agostino Gemelli, afferma che Paolo Toffanin apparteneva a una famiglia "imparentata ad alcuni dei più rinomati casati padovani, famiglia che era al centro di una trama di rapporti e di conoscenze che la rendevano un punto di riferimento importante della borghesia cittadina della prima metà del Novecento".